# Heteroconis rieki
Heteroconis rieki is een insect uit de familie van de dwerggaasvliegen (Coniopterygidae), die tot de orde netvleugeligen (Neuroptera) behoort. 
De wetenschappelijke naam Heteroconis rieki is voor het eerst geldig gepubliceerd door Meinander in 1972.